# Atenizus laticeps
Atenizus laticeps là một loài bọ cánh cứng trong họ Cerambycidae.